# 도어대시
도어대시(영어: DoorDash)는 미국의 음식 배달 회사다. 도어대시는 미국에서 56%의 시장 점유율을 가지고 있어, 가장 큰 음식 배달 플랫폼이다. 2020년 12월 31일 기준으로 이 플랫폼은 450,000개의 상인, 20,000,000명의 소비자, 100만 명이 넘는 배달 택배원("Dashers")이 사용하고 있다.
토니 수, 앤디 팡, 스탠리 탕이 설립한 도어대시는 2024년 포춘 500 목록에 443위로 처음 등장했다. 미국 외 도어대시와 유럽 자회사 Wolt는 2024년 말 현재 총 32개국에서 사업을 운영하고 있다.